# Zvi Inbar
Zvi Inbar (in ebraico צבי ענבר‎?; Kiryat Haim, 25 agosto 1947) è un ex cestista israeliano.

## Carriera
Con Israele ha disputato due edizioni dei Campionati europei (1971, 1973).